# Nicole Maurer (Skispringerin)
Nicole Maurer (* 28. Januar 2000 in Calgary) ist eine kanadische Skispringerin.

## Werdegang
Nicole Maurer startet für den Altius Nordic Ski Club. Sie debütierte am 11. und 12. Juli 2015 in Villach im FIS-Cup, wo sie die Plätze 22 und 17 belegte. Ihre nächste Wettbewerbsteilnahme im September 2015 in Midtstuen, Oslo war zugleich ihr Debüt im Continental Cup; dort erreichte sie die Plätze 21 und 25.
Bei den Junioren-Weltmeisterschaften 2017 in Park City, Utah erreichte Maurer im Einzelwettbewerb Platz 18. Im Damen-Teamwettbewerb erreichte sie zusammen mit Eleora Hamming, Abigail Strate und Natasha Bodnarchuk den sechsten Platz sowie im Mixed-Teamwettbewerb zusammen mit Matthew Soukup, Abigail Strate und Ronald Read den elften und damit vorletzten Platz.
Am 15. und 16. Februar 2017 startete Maurer in Pyeongchang erstmals im Skisprung-Weltcup und belegte dort die Plätze 26 und 24, wodurch sie ihre ersten Weltcuppunkte sammelte. Auch wenn in der Saison 2016/17 daraufhin keine weiteren Teilnahmen am Weltcup erfolgten, belegte sie am Saisonende mit 12 Punkten Rang 48 in der Gesamtwertung.
Anfang Februar 2017 wurde sie vom Kanadischen Skiverband zusammen mit MacKenzie Boyd-Clowes, Joshua Maurer, Taylor Henrich und Natasha Bodnarchuk für das kanadische Aufgebot bei den Nordischen Skiweltmeisterschaften 2017 in Lahti nominiert. Bei diesen belegte Maurer im Einzelwettbewerb Platz 39.
Sie ist die Schwester des ehemaligen Skispringers Joshua Maurer.

## Statistik

### Weltcup-Platzierungen
| Saison  | Platz | Punkte |
| ------- | ----- | ------ |
| 2016/17 | 048.  | 012    |
| 2022/23 | 051.  | 006    |
| 2023/24 | 038.  | 040    |
| 2024/25 | 028.  | 111    |

### Grand-Prix-Platzierungen
| Saison | Platz | Punkte |
| ------ | ----- | ------ |
| 2018   | 041.  | 10     |
| 2023   | 048.  | 16     |

### Continental-Cup-Platzierungen
| Saison  | Platz | Punkte |
| ------- | ----- | ------ |
| 2015/16 | 048.  | 16     |
| 2016/17 | 016.  | 89     |
| 2019/20 | 107.  | 01     |
| 2020/21 | 028.  | 10     |
| 2022/23 | 039.  | 70     |